# Beryl Markham

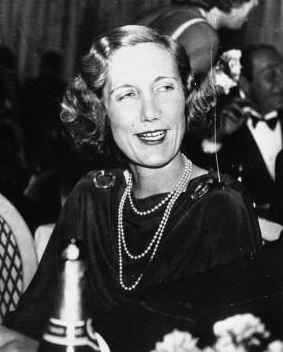
Beryl Markham (1936)

Beryl Markham (* 26. Oktober 1902 in Leicester, Leicestershire; † 3. August 1986 in Nairobi, Kenia; geborene Beryl Clutterbuck) war eine britische Flugpionierin, Trainerin für Rennpferde und Autorin. 1936 überflog sie als erste Frau den Atlantik in Ost-West-Richtung; es war gleichzeitig der erste Nonstopflug in Ost-West-Richtung von England nach Amerika.

## Leben

### Frühe Jahre
Beryl Markham wurde als Beryl Clutterbuck im Dorf Ashwell, in der Grafschaft Rutland, England geboren. Ihre Eltern waren der Pferdezüchter Charles Baldwin Clutterbuck und seine Frau Clara Agnes (geb. Alexander). Die Familie zog nach Britisch-Ostafrika als Beryl vier Jahre alt war und sie wuchs in Njoro, Kenia auf. 1919, mit 16 Jahren heiratete sie in Nairobi einen gewissen Jock Purves. Drei Jahre später wurde das Paar wieder geschieden.
Als sie 17 Jahre alt war, musste ihr Vater seine Farm und seine Pferde verkaufen. Er ging nach Peru, um sich eine neue Existenz aufzubauen. Beryl blieb in Ostafrika. Sie erwarb als erste Frau in Kenia die Lizenz zum Trainieren von Rennpferden nach den Regeln des English Jockey Club. Die von ihr ausgebildeten Pferde liefen in Nairobi recht erfolgreiche Rennen, und sie wurde zur bekannten Persönlichkeit in der lokalen Pferderennszene.
1927 heiratete Beryl den Engländer Mansfield Markham. Das Paar zog nach England, wo sie 1929 einem Sohn das Leben schenkte. Die Ehe scheiterte jedoch bald. Beryl Markham gab ihr Kind zu seinen Großeltern in Pflege und kehrte nach Kenia zurück.

### Als Buschpilotin in Ostafrika
Hauptsächlich inspiriert von Tom Campbell Black, mit dem sie auch eine längere Affäre verband, nahm Markham die Fliegerei auf. Black wurde ihr Fluglehrer. Sie legte dann als erste Frau in Ostafrika die Prüfung zur Berufspilotin ab. Vom Wilson Airport in Nairobi aus arbeitete sie mit ihrer Avro Avian als Buschpilotin, begleitete Safaris, flog reiche Farmer, für den Postdienst, für Krankentransporte und als Scout für Großwildjäger.
In Nairobi wurde sie eine gute Freundin von Karen Blixen, Bror von Blixen-Finecke und Denys Finch Hatton. Ob sie mit den beiden Männern ein Verhältnis hatte, ist unklar.

### Solo von Nairobi nach London
Kaum ein Jahr nach ihrer Flugprüfung flog sie im April/Mai 1932 solo von Nairobi nach England. Wegen technischer Probleme dauerte der Flug 23 Tage. Ihr Flugzeug besaß keine Funk- und Navigationsausrüstung, außer einem Kompass. Die Maschine verfügte nicht einmal über einen Tachometer. Von Nairobi flog sie Richtung Juba im Sudan, musste jedoch kurz vor ihrem Ziel wegen eines Sandsturms und Motorenproblemen notlanden. Am nächsten Tag flog sie nach Malakal am Nil und wollte am Tag darauf Khartum erreichen. Dreimal musste sie wegen Reparaturen am Motor notlanden. In Khartum stellte sich heraus, dass eine Zylinderkopfdichtung beschädigt war. Weil sie in Khartum die benötigten Ersatzteile nicht auftreiben konnte, flog sie nach Atbara weiter, wo sie schließlich den Zylinder und die Dichtung ersetzen konnte. In der Nähe von Kairo hatte sie wegen eines weiteren Sandsturms erneut technische Probleme. Diesmal ließ sie die Maschine bei der britischen Royal Air Force reparieren und durchchecken, bevor sie über das Mittelmeer nach Europa flog. Trotz schlechten Wetters erreichte sie London ohne weitere technische Probleme.

### Transatlantikflug in Ost-West-Richtung
Mitte der 30er Jahre wurden immer wieder Preise für besondere fliegerische Leistungen ausgeschrieben. Nachdem sie jahrelang als Buschpilotin gearbeitet hatte, kehrte Markham nach England zurück. Nach den Erfolgen Lindberghs und Earharts wurde in Europa und den USA über die Möglichkeit einer direkten Fluglinie zwischen London und New York diskutiert und für den Piloten, der diesen Weg als erster nonstop flog, ein hohes Preisgeld ausgesetzt. Die Schwierigkeit dieses Flugs lag darin, dass der Pilot gegen starke Windströmungen anfliegen musste. Vor ihr hatte bereits im August 1932 Jim Mollison von Irland aus die Atlantiküberquerung nach Kanada geschafft, der zweite war John Grierso, der 1934 in sechs Wochen die Strecke London–New York mit Zwischenlandungen flog.
In einer geliehenen Percival Vega Gull mit einem 200-PS-Motor, ausgerüstet mit Zusatztanks und Navigationsinstrumenten, aber ohne Funkausrüstung, startete Markham am 4. September 1936 um 20 Uhr in London. Gegen 22:30 Uhr überflog sie Irland. Am nächsten Tag um 14 Uhr wurde sie von einem Schiff auf dem Atlantik gesichtet und um 16:30 Uhr beobachtete sie jemand über Neufundland, bevor sie „verschwand“. Ihr Anruf aus dem Fischerdorf Baleine in Neuschottland rief große Erleichterung und Jubel hervor: Beryl Markham hatte eine Bruchlandung gemacht, ihr Flugzeug steckte Nase voran in einem Torfstich. Bereits über dem Atlantik hatte Markham Probleme mit einem Benzintank gehabt, weil die Benzinleitung eingefroren war und der Motor deshalb versagte. Kurz bevor sie auf dem Wasser aufschlug, brachte sie ihn wieder zum Laufen und flog weiter. Dasselbe geschah in Neuschottland und führte schließlich zum Absturz.
Beryl Markham war enttäuscht, denn sie dachte, dass der Flug wegen des Absturzes als Misserfolg gewertet würde. So war sie erstaunt, als sie von einer Maschine der US Coast Guard abgeholt und nach New York gebracht wurde, wo sie als Heldin empfangen wurde. Nach dem Rummel zog sie sich nach Leicester zurück.

### Späteres Leben
1939 zog Beryl Markham nach Kalifornien, wo sie mit ihrem dritten Mann eine Avocado-Ranch hatte. 1942 veröffentlichte sie – bereits wieder geschieden – ihr Buch Westwärts mit der Nacht (im Original West with the Night), das zum Bestseller wurde. Das Buch beschreibt ihre Kindheit, ihre Karriere als Buschpilotin und ihren Transatlantikflug.
1952 kehrte Markham von Kalifornien nach Kenia zurück und konnte sich erneut erfolgreich als Trainerin von Rennpferden etablieren. Als Westwärts mit der Nacht Anfang der 80er Jahre neu aufgelegt wurde, wurde sie noch einmal für kurze Zeit berühmt. Markham starb 1986 an einer Lungenentzündung.

## Nachruhm
1986 drehte George Gutekunst einen Dokumentarfilm mit dem Titel World without Walls. 1988 wurde der über dreistündige Fernsehfilm Afrika, mein Leben mit Stefanie Powers in der Hauptrolle ausgestrahlt.

## Publikationen
- West with the Night. Nachdruck der Edition von 1942. Martino Fine Books, Fort Wayne 2010, ISBN 978-1-57898-953-9.
  - Westwärts mit der Nacht: Mein Leben als Fliegerin in Afrika. Übersetzt von Günter Panske. Piper Taschenbuch, München 2001, ISBN 978-3-492-23292-0.
- The Splendid Outcast. Beryl Markham's African Stories. hrsg. v. Mary S. Lovell. 3. Aufl. North Point Press, San Francisco 1987, ISBN 0-86547-301-3.
  - Rivalen der Wüste und andere Erzählungen aus Afrika. Übersetzt von Christa Seibicke. Nymphenburger Verlag, München 1988, ISBN 978-3-485-00570-8.